# 베를린 율리우스레버브뤼케역
베를린 율리우스레버브뤼케역(Bahnhof Berlin Julius-Leber-Brücke)역은 베를린 템펠호프쇠네베르크구 쇠네베르크에 있는 베를린 남북 S반선의 철도역이다. 콜로넨슈트라세(Kolonnenstraße)의 일부인 율리우스 레버교에 역사가 인접해 있으며, 해당 다리의 이름에서 따 왔다. 과거 이 역의 부지 인근에는 남부 순환선 연결선의 콜로넨슈트라세역이 설치되어 있었다. 1881년에 개업하여 제2차 세계 대전으로 인하여 파괴된 1944년까지 영업이 진행되었다. 2006년 11월 역 착공 당시에도 승강장의 흔적이 남아 있었다. 새로운 역은 2008년 5월 2일에 개업했다.

## 인접 철도역
베를린 버스 M43, 106, 204번과 환승할 수 있다.
| 베를린 S반                                               | 베를린 S반 | 베를린 S반           |
| -------------------------------------------------------- | ---------- | -------------------- |
| 요르크슈트라세(그로스괴르셴슈트라세) 오라니엔부르크 방면 | S1         | 쇠네베르크 반제 방면 |

## 참고 문헌
- Wolfgang Kiebert (2007). 《Ein Bahnhof – drei Namen: Schöneberg, Kolonnenstraße, Julius-Leber-Brücke (?)》. Verkehrsgeschichtliche Blätter. Heft 4. 101–105쪽.
- Berliner S-Bahn Museum, 편집. (2002). 《Strecke ohne Ende. Die Berliner Ringbahn》. Berlin: Verlag GVE. 47ff쪽. ISBN 3-89218-074-1.